# الحرية (قرية)
الحرية هي إحدى القرى الواقعة تحت السيادة السورية, التابعة لمركز خان أرنبة التابع لمحافظة القنيطرة في هضبة الجولان بجنوب غرب سوريا.
تتبع ناحية خان أرنبة (146 نسمة- 950م)، تقع في أرض سهل الكار، جنوب تل الظهور في حوض وادي الرقّاد على بعد 5 كم من بلدة خان أرنبة غرباً، حجارتها بازلتية، تربتها بنية قاتمة خصبة شيدها عام 1962 سكانها الأوائل من قرية جباتا الخشب. يعمل سكانها بزراعة الحبوب بعلاً، إلى جانب تربية الأغنام والأبقار، ويشربون من شبكة مياه عامة مجرورة من قرية أوفانية.